# MPlayer
MPlayer és un reproductor multimèdia GNU, originàriament desenvolupat com a visualitzador de pel·lícules per linux. La principal característica d'aquest reproductor és la quantitat de formats de vídeo suportats: DVD, DivX, Windows Media Video entre d'altres.
Actualment és disponible també per a Windows.
Reprodueix la majoria d'arxius MPEG, VOB, AVI, OGG/OGM, VIVO, ASF/WMA/WMV, QT/MOV/MP4, FLI, RM, NuppelVideo, YUV4MPEG, FILM, RoQ, PVA, soportats per alguos còdecs natius, XAnim, i DLL's Win32. A més reprodueix VideoCD, SVCD, DVD, 3ivx i DivX 3/4/5.
També té l'opció per a subtítols, soportant 14 formats diferents (MicroDVD, SubRip, SubViewer, Sami, VPlayer, RT, SSA, AQTitle, JACOsub, VOBsub, CC, OGM, PJS i MPsub).
Amb el paquet de descàrrega de MPlayer, es pot trobar l'aplicació MEncoder, una eina essencial per al procés de codificació d'àudio i video. Per defecte porta una GUI feta en GTK+, gmplayer, tot i que també existeixen d'altres GUI's com per exemple KMPlayer, el qual està fet en Qt.

## Llista de còdecs més importants
- Video MPEG1 (VCD) i MPEG2 (SVCD/DVD/DVB)
- MPEG4, DivX, OpenDivX (DivX4), DivX 5.02, XviD, i altres variants de MPEG4
- Windows Mitja Video v7 (WMV1), v8 (WMV2) i v9 (WMV3) usat en arxius .wmv
- RealVideo 1.0, 2.0 (G2), 3.0 (RP8), 4.0 (RP9)
- Sorenson v1/v3 (SVQ1/SVQ3), Cinepak, RPZA i altres còdecs QuickTime comuns
- 3ivx decoder
- Cinepak i Intel Indeo còdecs (3.1, 3.2, 4.1, 5.0)
- VIU 1.0, 2.0, I263 i altres variants h263(+)
- MJPEG, AVID, VCR2, ASV2 i altres formats maquinari
- FLI/FLC
- Decodificador natiu per a HuffYUV
- Diversos formats simples i antics del tipus RLE-like
- MPEG layer 1, 2, i 3 (MP3) àudio (codi nadiu, amb optimització MMX/SSE/3DNow!)
- AC3/A52 (Dolby Digital) àudio (programari o SP/DIF)
- WMA (DivX Àudio) v1, v2 (còdec nadiu)
- WMA 9 (WMAv3), Voxware àudio, ACELP.net etc (usant x86 DLLs)
- RealAudio: COOK, SIPRO, ATRAC3, DNET (usant RP's plugins)
- QuickTime: Qclp, Q-Design QDMC/QDM2, MACE 3/6 (usant QT's DLLs)
- Ogg Vorbis àudio còdec (lib nadiua)
- VIU àudio (g723, Viu Siren)
- Alaw/ulaw, (ms)gsm, pcm, *adpcm i altres formats d'àudio simples i antics.
- Flash Video (FLV)